# Harry Newcombe
Harry Newcombe (5. srpna 1900 – 18. března 2006) byl britský voják, veterán první světové války. Zemřel ve věku 105 let v roce 2006 jako jeden z mála v té době žijících veteránů této války.

## Život
Harry Newcombe se narodil v Islingtonu v Londýně. V roce 1918 vstoupil do britské armády, byl vojínem v Royal Sussex Regiment. Když válka skončila, zůstal ve službě a strávil ještě rok v Německu jako poválečný okupační voják. Po válce pracoval jako železničář a v roce 1965 odešel do důchodu. Vzpomínal i na to, jak sloužil v blízkosti Winstona Churchilla. Během druhé světové války sloužil jako úředník v RAF.
Od roku 2003 byl veřejně znám jako jeden z posledních veteránů první světové války.
Newcombe žil ve Worthingu až do své smrti ve věku 105 let, zemřel na mozkovou cévní příhodu.